# 蒂萨多罗格毛
蒂萨多罗格毛（匈牙利語：Tiszadorogma）是匈牙利包尔绍德-奥包乌伊-曾普伦州所辖的一个村。总面积46.64平方公里，总人口376，人口密度8.1人/平方公里（2011年1月1日）。